# Orquestra Filharmònica d'Oslo
L'Orquestra Filharmònica d'Oslo és una orquestra simfònica d'Oslo, Noruega. L'orquesta fou fundada el 1919 per Georg Schnéevoigt. Des de 1977 té la seu a l'Oslo Konserthus («palau de la música d'Oslo»).
L'Orquesta Filharmònica d'Oslo te les seves arrels al 1879, quan Edvard Grieg i d'altres van fundar l'Associació Musical Kristiania (Kristiania Musikerforening). El 1919, l'orquesta fou reformada com a Orquestra de la Companyia Filharmònica (Filharmonisk Selskabs Orkester). El 1979 va prendre el nom actual.
Si ara be l'orquestra va tenir un elevat estàndard de qualitat des dels seus inicis, el període sota la direcció del letó Mariss Jansons entre el 1979 i el 2002 va ser particularment lluent. Durant aquest temps, l'orquestra va enregistrar obres de referència de Sibelius, Mahler, Stravinsky, Tchaikovsky, Beethoven, Strauss i Franck.

## Directors
- Georg Schnéevoigt (1919–1921)[2]
- Johan Halvorsen (1919–1920)
- Ignaz Neumark (1919–1921)
- José Eibenschütz (1921–1927)
- Odd Grüner-Hegge (1931–1933)
- Olav Kielland (1933–1945)
- Odd Grüner-Hegge (1945–1962)
- Herbert Blomstedt (1962–1968)
- Øivin Fjeldstad (1962–1969)
- Miltiades Caridis (1969–1975)
- Okko Kamu (1975–1979)
- Mariss Jansons (1979–2002)[4]
- André Previn (2002–2006)
- Jukka-Pekka Saraste (2006-2013)
- Vasily Petrenko (2013- 2020)
- Klaus Mäkelä (2020 -…)[5]